# Minidorysthetus solisi
Minidorysthetus solisi är en skalbaggsart som beskrevs av Soula 2002. Minidorysthetus solisi ingår i släktet Minidorysthetus och familjen Rutelidae. Inga underarter finns listade i Catalogue of Life.